# Iaroslav Likhatchiov
Pour les articles homonymes, voir Likhatchiov.
Iaroslav Alekseïevitch Likhatchiov - en russe : Ярослав Алексеевич Лихачёв et en anglais : Yaroslav Likhachyov - (né le 2 septembre 2001 à Iaroslavl dans l'oblast de Iaroslavl en Russie) est un joueur professionnel russe de hockey sur glace. Il évolue au poste d'attaquant.

## Biographie

### Carrière en club
Formé au Lokomotiv Iaroslavl, il débute en junior avec le Loko-Iounior Iaroslavl dans la NMHL en 2017. Il est choisi au premier tour, en vingt-deuxième position par les Olympiques de Gatineau lors de la sélection européenne 2018 de la Ligue canadienne de hockey. Il part alors en Amérique du Nord et évolue dans la Ligue de hockey junior majeur du Québec. Le 7 juin 2019, il est échangé à l'Armada de Blainville-Boisbriand avec qui il joue deux saisons. En 2021-2022, il poursuit sa carrière junior avec le Loko Iaroslavl dans la MHL. En 2022, pour sa première saison professionnelle, il est prêté par le Lokomotiv Iaroslavl à l'Amour Khabarovsk avec qui il découvre la KHL.

### Carrière internationale
Il représente la Russie au niveau international. Il prend part aux sélections jeunes. Il honore sa première sélection en senior le 18 décembre 2022 face à la Biélorussie.

## Statistiques

### En club
| Saison    | Équipe                          | Ligue |    | Saison régulière | Saison régulière | Saison régulière | Saison régulière | Saison régulière |    | Séries éliminatoires | Séries éliminatoires | Séries éliminatoires | Séries éliminatoires | Séries éliminatoires |
| Saison    | Équipe                          | Ligue | PJ | B                | A                | Pts              | Pun              | PJ               | B  | A                    | Pts                  | Pun                  |                      |                      |
| 2017-2018 | Loko-Iounior Iaroslavl          | NMHL  | 15 | 7                | 10               | 17               | 10               | 8                | 3  | 5                    | 8                    | 2                    |                      |                      |
| 2018-2019 | Olympiques de Gatineau          | LHJMQ | 57 | 12               | 12               | 24               | 9                | 5                | 0  | 2                    | 2                    | 2                    |                      |                      |
| 2019-2020 | Armada de Blainville-Boisbriand | LHJMQ | 60 | 29               | 33               | 62               | 35               | -                | -  | -                    | -                    | -                    |                      |                      |
| 2020-2021 | Armada de Blainville-Boisbriand | LHJMQ | 23 | 12               | 16               | 28               | 13               | 9                | 3  | 11                   | 14                   | 0                    |                      |                      |
| 2021-2022 | Loko Iaroslavl                  | MHL   | 51 | 37               | 37               | 74               | 32               | 9                | 12 | 8                    | 20                   | 4                    |                      |                      |
| 2022-2023 | Amour Khabarovsk                | KHL   | 59 | 15               | 12               | 27               | 20               | -                | -  | -                    | -                    | -                    |                      |                      |
| 2023-2024 | Lokomotiv Iaroslavl             | KHL   | 54 | 13               | 17               | 30               | 16               | 6                | 1  | 0                    | 1                    | 5                    |                      |                      |
| 2024-2025 | Lokomotiv Iaroslavl             | KHL   | 14 | 0                | 1                | 1                | 0                | -                | -  | -                    | -                    | -                    |                      |                      |
| 2024-2025 | HC Red Star Kunlun              | KHL   | 36 | 10               | 14               | 24               | 6                | -                | -  | -                    | -                    | -                    |                      |                      |

### En équipe nationale
| Année | Compétition                          |   | PJ | B | A | Pts | Pun | +/-               |  | Résultat |
| 2019  | Championnat du monde moins de 18 ans | 6 | 0  | 2 | 2 | 2   | +1  | Médaille d'argent |  |          |